# Ashita e Free Kick
Ashita e Free Kick (あしたへフリーキック, lit. "O Chute Livre pro Amanhã") é uma série de anime do gênero spokon produzida pelo estúdio  Ashi Productions. Foi transmitido pela Nippon TV entre 14 de abril até 29 de setembro de 1992.

## Enredo
Shun Godai é um garoto que adora futebol. Mas seu avô, um empresário importante, quer que o seu filho para seguir o seu caminho do café da manhã, e assim, retomar seus negócios. Enquanto Shun tem o coração dedicado e alma a uma carreira no futebol profissional na Itália, e seu avô fica furioso...

## Músicas do anime
Tema de abertura:
- "Get My Goal" de Takeshi Kusao.

Tema de encerramento:
- "Ashita wa Good Luck (明日はグッドラック, Ashita wa guddorakku)" de Takeshi Kusao.